# 比道雷岩
63°18′S 57°56′W / 63.300°S 57.933°W
比道雷岩（Vidaurre Rock），是南極洲的岩石，處於阿庫尼亞岩以東0.1公里，屬於迪羅克群島的一部分，由智利探險隊命名，現時由南極條約體系管理。